# Izaskun Manuel Llados
Izaskun Manuel Llados est une skieuse alpine paralympique de nationalité espagnole. Elle a participé aux Jeux paralympiques d'hiver de 1994 à Lillehammer. Au cours de laquelle elle a remporté deux médailles, une médaille d'argent et une autre de bronze,.

## Carrière
Aux Jeux paralympiques d'hiver de 1994 à Lillehammer, elle a terminé deuxième de la course de slalom, en 2 : 38,84 ; sur le podium, à la 1re place l'athlète suédoise Åsa Bengtsson en 2 : 14,24 et à la 3e place l'athlète italienne Silvia Parente en 4 : 09,33,. Elle a terminé troisième de la course de descente, en 1:38,74, derrière la Néo-Zélandaise Joanne Duffy en 1:28,58 et sa compatriote Magda Amo en 1:37,87. Elle a également participé à d'autres épreuves, terminant septième au slalom géant avec un temps de 3 : 21,07, et huitième au super géant en 1 : 41,82,.